# ينس تودت
ينس تودت (بالألمانية: Jens Todt)‏ (5 يناير 1970 في ألمانيا - ) هو صحفي ولاعب كرة قدم ألماني في مركز الدفاع، شارك في بطولة أمم أوروبا 1996. وشارك مع منتخب ألمانيا لكرة القدم. أما مع النوادي، فقد لعب مع فيردر بريمن ونادي شتوتغارت ونادي فرايبورغ وTSV Havelse ‏.

## وصلات خارجية
- ينس تودت على موقع الاتحاد الدولي (مؤرشف)  (الإنجليزية)
- ينس تودت على موقع قاعدة بيانات كرة القدم.إي يو (الإنجليزية)
- ينس تودت على موقع بيانات كرة القدم. دي إي (الألمانية)
- ينس تودت على موقع ناشيونال فوتبول تيمز (الإنجليزية)
- ينس تودت على موقع عالم كرة القدم.نت (الإنجليزية)